# Светски дан лабораторијских животиња
Светски дан лабораторијских животиња (енгл. World Day for Laboratory Animals) се обележава сваког 24. априла. Национално антививисекционо друштво га описује као међународни дан комеморације за животиње у лабораторијама.

## Историјат
Национално антививисекционо друштво је 24. април прогласио за Светски дан лабораторијских животиња 1979. године, у част рођендана лорда Хјуа Даудинга. Сваке године га обележавају антививисекционисти на свим континентима. Признат је од стране Уједињених нација, али није уврштен на њихову званичну листу празника.
У оквиру обележавања Светског дана лабораторијских животиња Људи за етичко поступање према животињама су 1980. године организовали први протест у Сједињеним Америчким Дравама. Од тада се догађај обележава демонстрацијама и протестима група које се противе коришћењу животиња у истраживању. Априла 2010. је реализована протестна шетња центром Лондона позивајући на престанак употребе животиња у истраживању. Сличан протест је одржан у Бирмингему 2012. и Нотингему 2014.
Чланови UCLA Pro-Test су 22. априла 2009. одржали скуп у знак подршке биомедицинским истраживањима на животињама и осудили су насиље и узнемиравање активиста за животиње.